# 比尔辛格普尔
比尔辛格普尔（Birsinghpur），是印度中央邦Satna县的一个城镇。总人口12334（2001年）。

## 人口
该地2001年总人口12334人，其中男性6478人，女性5856人；0—6岁人口2247人，其中男1162人，女1085人；识字率56.02%，其中男性为67.49%，女性为43.32%。